# رولف شنايدر
رولف شنايدر (بالألمانية: Rolf Schneider)‏ هو رياضياتي ألماني، ولد في 17 مارس 1940 في هاغن في ألمانيا.